# 임영식 (배우)
임영식 (1981년 2월 27일 ~ )은 대한민국의 배우이다.

## 학력
- 한양대학교 연극영화과(학사)

## 드라마
- 2007년 OCN Movies 《그녀들의 로망백서》
- 2012년 tvN 《제3병원》
- 2019년 MBC 《아이템》 - 정진만 역

## 영화
- 2006년 누가 그녀와 잤을까 - 승냥이 1역
- 2007년 내 생애 최악의 남자 - 임 대리 역
- 2008년 걸스카우트 - 미용사 청년 역
- 2008년 고고70 - 병태 역
- 2010년 포화 속으로 - 강석대 부관 1역
- 2011년 통증 - 제작부 역
- 2012년 축지법과 비행술
- 2014년 기술자들 - 세관 통제실 남 역